# Zu Gleich
Zu Gleich – Zeitschrift der Artillerietruppe und der Streitkräftegemeinsamen Taktischen Feuerunterstützung (Eigenschreibweise: ZU GLEICH) ist eine seit 1998 erscheinende deutsche militärische Fachzeitschrift. Sie ist die Truppengattungszeitschrift der Artillerietruppe und Zeitschrift der Streitkräftegemeinsamen Taktischen Feuerunterstützung. Der Titel leitet sich vom traditionellen Schlachtruf der Artillerie ab. Die Zeitschrift wird unter Federführung des Leiters des Artillerieschule für die Soldaten und zivilen Bediensteten der Dienststellen der deutschen Artillerie, anderer Einrichtungen der Bundeswehr sowie verbündeter Streitkräfte gestaltet, hergestellt und distributiert. Der Druck erfolgt in Meckenheim.
Die Ausgaben ab 02/2015 sind auf der Website der Zeitschrift kostenfrei verfügbar. Regelmäßige Rubriken sind ein Vorwort des Leiters AusbBer STF/IndirF und Generals der Artillerietruppe, Streitkräftegemeinsame Taktische Feuerunterstützung (STF), Aus Mutterhaus und Truppe, Allgemeine Berichte, Aus der Redaktion – in eigener Sache und Firmenbeiträge von Rüstungsunternehmen.

## Geschichte
Erstausgabe war die Ausgabe IV. Quartal 1995, welche im DIN A5-Format als Vierteljahresschrift mit 20 Seiten Umfang und mit dem Untertitel „Die Artillerieschule informiert“ veröffentlicht wurde. Ziel war es, aktive Artilleristen, solche außer Dienst, Reservisten und an der Artillerie Interessierte über Führung, Ausbildung, Erziehung sowie Weiterentwicklung von Waffen, Gerät und Ausrüstung informieren. Ab der Ausgabe I/98 wurde das Format auf DIN A4 geändert und die Zeitschrift erschien bis zur Ausgabe II/2001 unregelmäßig. Ab dem Heft 1/2002 wurde auf den heutige halbjährliche Erscheinungsweise und Farbdruck umgestellt. Mit den Ausgaben 1/2007 und 1/2009 erfolgten Anpassungen am Layout, die Ausgabe 1/2014 erreichte 126 Seiten. Bis zur Ausgabe 1/2013 lautete der Titelzusatz „Zeitschrift der Artillerietruppe“ und von 2/2013 bis 1/2015 Zeitschrift der Artillerietruppe, Streitkräftegemeinsame Taktische Feuerunterstützung/Indirektes Feuer.